# La calle de la Media Luna
La calle de la Media Luna (título original: Half Moon Street) es una película angoestadounidense de suspenso de 1986 dirigida por Bob Swaim y protagonizada por Sigourney Weaver, Michael Caine y Patrick Kavanagh. Es una adaptación de una novela de Paul Theroux.

## Argumento
La doctora en filosofía Lauren Slaughter es una brillante intelectual estadounidense experta en China, que trabaja para un grupo de expertos en Londres. Sin embargo, el salario no es suficiente. Por ello decide prostituirse para aumentar sus ingresos. Así se convierte en una prostitua de clase alta y entre sus correspondientes clientes se encuentra uno que se hace llamar Lord Bulbeck. Él ocupa un cargo de gran responsabilidad en la diplomacia británica y ve en ella una interlocutora culta, con la que puede mantener conversaciones profundas y de interés mutuo. Sin embargo la relación es investigada debido al papel que desempeña el diplomático en unas importantes negociaciones relacionadas con Oriente Próximo.

## Reparto
| Actor            | Papel                       |
| ---------------- | --------------------------- |
| Sigourney Weaver | Lauren Slaughter            |
| Michael Caine    | Lord Bulbeck                |
| Patrick Kavanagh | General Sir George Newhouse |
| Faith Kent       | Lady Newhouse               |
| Ram John Holder  | Lindsay Walker              |
| Keith Buckley    | Hugo Van Arkady             |
| Ann Hanson       | Sra. Van Arkady             |

## Recepción
En el presente, la producción cinematográfica y por críticos profesionales ha sido valorada en portales cinematográficos y por críticos profesionales. En IMDb, por ejemplo, con aproximadamente 2700 votos registrados la película obtiene una media ponderada de 5,3 sobre 10. En Rotten Tomatoes, los críticos profesionales allí, 6 en total, le dieron una valoración media de 5,6 de 10, mientras que los más de 1000 votos registrados allí le dieron una media ponderada de 2,9 de 5.